# Sorocha touroulti
Sorocha touroulti är en skalbaggsart som beskrevs av Soula 2009. Sorocha touroulti ingår i släktet Sorocha och familjen Rutelidae. Inga underarter finns listade i Catalogue of Life.